# Masafumi Mizuki
Masafumi Mizuki (jap. 水筑 優文 Mizuki Masafumi; ur. 1 sierpnia 1974) – japoński piłkarz występujący na pozycji obrońcy.

## Kariera klubowa
Od 1993 do 2000 roku występował w klubach Kashima Antlers i Avispa Fukuoka.